# Georges Cabanier
Pour les articles homonymes, voir Cabanier.
Georges Cabanier, né le 21 novembre 1906 à Grenade (France) et mort le 26 octobre 1976 à Paris 16e (France), est un amiral français, compagnon de la Libération.
Officier général de Marine, issu de l'école navale, il s'illustre notamment comme commandant du sous-marin Rubis lors de la Seconde Guerre mondiale. Après la guerre il occupe de hautes fonctions dans la marine nationale française dont il fut le Chef d'état major. Il officia également comme grand chancelier de la Légion d'honneur.

## Biographie

### Avant-guerre
Georges Cabanier naît le 21 novembre 1906 à Grenade en Haute-Garonne dans une famille de propriétaires terriens. Il choisit la carrière des armes et entre à l'École navale en 1925. A l'issue de sa formation, il embarque en 1927 pour une campagne d'application à bord du croiseur école Jeanne d'Arc avec le grade d'enseigne de vaisseau de 2e classe. Il est ensuite affecté sur les avisos Du Couëdic et Duperré puis sur le transport de l'État La Seine. En 1930, il navigue au large des Antilles, des Bermudes, de Terre-Neuve et des Açores à bord de l'aviso Aldébaran. Il s'oriente par la suite vers une carrière de sous-marinier et entre à l'école des officiers torpilleurs à l'issue de laquelle il embarque, en 1932, à bord du sous-marin Achéron, puis du Saphir. Promu lieutenant de vaisseau en 1934, il embarque sur l'Orion puis en 1936 sur le Surcouf. En 1938, il prend le commandement du sous-marin Rubis et qu'il rallie à Bizerte lorsque la Seconde Guerre mondiale éclate.

### Seconde Guerre mondiale
Au début de l'année 1940, le Rubis est envoyé en Grande-Bretagne où il est basé à Harwich puis à Dundee. Quand la France signe l'armistice, Georges Cabanier est en mission sur les côtes de Norvège où il mouille ses mines dans le chenal de Trondheim. De retour à la base le 30 juin, lui et son équipage apprennent l'armistice. Ils décident de continuer le combat en ralliant la France libre. Poursuivant ses missions sur les côtes norvégiennes, Cabanier est promu capitaine de corvette en janvier 1941. Il est  affecté en mai dans le Pacifique où il commande la défense du secteur, puis il est désigné chef d'état-major de l'amiral Thierry d'Argenlieu, Haut-commissaire des possessions françaises du Pacifique. Promu capitaine de frégate en mars 1943, il commande le croiseur auxiliaire Cap des Palmes qui est intégré à la 3e flotte des États-Unis. Il participe à l'escorte des convois au large de la Nouvelle-Calédonie et des Nouvelles-Hébrides. En avril 1945, Georges Cabanier est désigné comme membre de la délégation française à la conférence de San Francisco.

### Après-guerre
Capitaine de vaisseau, de retour en France, il  commande l'École navale en 1945 et en 1947 puis le croiseur école Jeanne d'Arc. En juillet 1949 il est affecté comme attaché naval à Washington où il reçoit ses deux  étoiles de contre-amiral en janvier 1951. Revenu en France, il est secrétaire général adjoint de la défense nationale de janvier 1953 à mars 1954, date à laquelle il commande la marine en Indochine. Il revient en métropole en février 1956 pour être nommé chef de l'état-major particulier du secrétaire d'état à la marine puis commande le GASM (Groupe d'action anti-sous-marins) en novembre, quelques jours après avoir été promu vice-amiral. En 1957, alors que son ancien sous-marin le Rubis est destiné à être démoli après son désarmement en 1949, Georges Cabanier se bat pour que le Rubis, Compagnon de la Libération, ne finisse sous les chalumeaux. Il obtient que le glorieux sous-marin mouilleur de mines soit coulé avec les honneurs au large des côtes françaises et serve de but sonar pour la marine nationale. Chef d'état-major de la défense nationale sous le gouvernement de Gaulle en juin 1958, il prend rang et appellation de Vice-amiral d'escadre en novembre puis d'amiral le 1er juillet 1960. À la même date, il est nommé chef d'état-major de la marine, fonction qu'il occupe jusqu'au 1er janvier 1968. Passé dans la 2e section des officiers généraux, il est membre de l'académie de marine et grand chancelier de la Légion d'honneur de 1969 à 1975. L'amiral Cabanier meurt le 26 octobre 1976 à Paris. Ses cendres ont été dispersées au large du cap Camarat au-dessus de l'épave du Rubis qu'il avait commandé dans les Forces navales françaises libres.

## Décorations
|  |  |  |  |  |
|  |  |  |  |  |
|  |  |  |  |  |
|  |  |  |  |  |
|  |  |  |  |  |
|  |  |  |  |  |
|  |  |  |  |  |
|  |  |  |  |  |
|  |  |  |  |  |
|  |  |  |  |  |

| Grand-croix de la Légion d'honneur                                   | Grand-croix de la Légion d'honneur                                   | Compagnon de la Libération                                | Compagnon de la Libération                                | Grand-croix de l'ordre national du Mérite                              | Grand-croix de l'ordre national du Mérite                              | Croix de Guerre 1939-1945                                            | Croix de Guerre 1939-1945                                            | Croix de guerre des Théâtres d'opérations extérieurs                             | Croix de guerre des Théâtres d'opérations extérieurs                             |
| Médaille de la Résistance Avec rosette                               | Médaille de la Résistance Avec rosette                               | Croix du combattant volontaire de la Résistance           | Croix du combattant volontaire de la Résistance           | Chevalier de l'ordre des Palmes académiques                            | Chevalier de l'ordre des Palmes académiques                            | Commandeur de l'ordre du Mérite maritime                             | Commandeur de l'ordre du Mérite maritime                             | Médaille coloniale Avec agrafe "Extrême-orient"                                  | Médaille coloniale Avec agrafe "Extrême-orient"                                  |
| Médaille commémorative des services volontaires dans la France libre | Médaille commémorative des services volontaires dans la France libre | Médaille commémorative française de la guerre 1939-1945   | Médaille commémorative française de la guerre 1939-1945   | Médaille commémorative de la campagne d'Indochine                      | Médaille commémorative de la campagne d'Indochine                      | Grand-croix de l'ordre de l'Étoile noire                             | Grand-croix de l'ordre de l'Étoile noire                             | Grand officier de l'ordre du Nichan El Anouar                                    | Grand officier de l'ordre du Nichan El Anouar                                    |
| Distinguished Service Order (Royaume-Uni)                            | Distinguished Service Order (Royaume-Uni)                            | Commandeur de la Legion of Merit (États-Unis)             | Commandeur de la Legion of Merit (États-Unis)             | Croix de guerre norvégienne Avec épée                                  | Croix de guerre norvégienne Avec épée                                  | Médaille de la participation à la défense 1940-1945 (Norvège)        | Médaille de la participation à la défense 1940-1945 (Norvège)        | Grand-croix de l'ordre royal de l'épée (Suède)                                   | Grand-croix de l'ordre royal de l'épée (Suède)                                   |
| Commandeur de l'ordre de Dranneborg (Danemark)                       | Commandeur de l'ordre de Dranneborg (Danemark)                       | Grand-croix de l'ordre d'Orange-Nassau (Pays-Bas)         | Grand-croix de l'ordre d'Orange-Nassau (Pays-Bas)         | Grand-croix de l'ordre du mérite (Allemagne)                           | Grand-croix de l'ordre du mérite (Allemagne)                           | Grand-croix avec ruban bleu de l'ordre du mérite militaire (Espagne) | Grand-croix avec ruban bleu de l'ordre du mérite militaire (Espagne) | Grand-croix de l'ordre militaire d'Aviz (Portugal)                               | Grand-croix de l'ordre militaire d'Aviz (Portugal)                               |
| Grand-croix de l'ordre de l'Infant Dom Henri (Portugal)              | Grand-croix de l'ordre de l'Infant Dom Henri (Portugal)              | Commandeur de l'ordre du mérite (Italie)                  | Commandeur de l'ordre du mérite (Italie)                  | Grand Commandeur de l'ordre de Georges 1er (Grèce)                     | Grand Commandeur de l'ordre de Georges 1er (Grèce)                     | Grand-croix de l'ordre de Polonia Restituta (Pologne)                | Grand-croix de l'ordre de Polonia Restituta (Pologne)                | Ordre de l'Étoile (Roumanie)                                                     | Ordre de l'Étoile (Roumanie)                                                     |
| Grand cordon de l'ordre national du Cèdre (Liban)                    | Grand cordon de l'ordre national du Cèdre (Liban)                    | Grand officier de l'ordre du Ouissam Alaouite (Maroc)     | Grand officier de l'ordre du Ouissam Alaouite (Maroc)     | Commandeur de l'ordre du Nichan Iftikar (Tunisie)                      | Commandeur de l'ordre du Nichan Iftikar (Tunisie)                      | Grand cordon de l'ordre de la République (Tunisie)                   | Grand cordon de l'ordre de la République (Tunisie)                   | Grand-croix de l'ordre du Lion et du Soleil (Perse)                              | Grand-croix de l'ordre du Lion et du Soleil (Perse)                              |
| Grand officier de l'ordre du Léopard (Zaïre)                         | Grand officier de l'ordre du Léopard (Zaïre)                         | Grand officier de l'ordre de l'Étoile équatoriale (Gabon) | Grand officier de l'ordre de l'Étoile équatoriale (Gabon) | Grand officier de l'ordre du Léopard (Congo)                           | Grand officier de l'ordre du Léopard (Congo)                           | Grand officier de l'ordre du mérite (Centrafrique)                   | Grand officier de l'ordre du mérite (Centrafrique)                   | Grand officier de l'ordre national du Mono (Togo)                                | Grand officier de l'ordre national du Mono (Togo)                                |
| Grand-croix de l'ordre national de Haute-Volta (Haute-Volta)         | Grand-croix de l'ordre national de Haute-Volta (Haute-Volta)         | Commandeur de l'ordre national (Mali)                     | Commandeur de l'ordre national (Mali)                     | Grand-croix de l'ordre national du mérite (Madagascar)                 | Grand-croix de l'ordre national du mérite (Madagascar)                 | Grand-croix de l'ordre royal du Sahametrei (Cambodge)                | Grand-croix de l'ordre royal du Sahametrei (Cambodge)                | Grand-croix de l'ordre de Mai (Argentine)                                        | Grand-croix de l'ordre de Mai (Argentine)                                        |
| Ordre de l'Aigle aztèque (Mexique)                                   | Ordre de l'Aigle aztèque (Mexique)                                   | Grand-croix de l'ordre du mérite naval (Pérou)            | Grand-croix de l'ordre du mérite naval (Pérou)            | Grand-croix de l'ordre équestre (ordre du Saint-Sépulcre de Jérusalem) | Grand-croix de l'ordre équestre (ordre du Saint-Sépulcre de Jérusalem) | Chevalier de Grâce Magistrale (ordre souverain de Malte)             | Chevalier de Grâce Magistrale (ordre souverain de Malte)             | Grand-croix avec épée de l'ordre pro Merito Melitensi (ordre souverain de Malte) | Grand-croix avec épée de l'ordre pro Merito Melitensi (ordre souverain de Malte) |

## Hommages
- Une rue de Grenade, sa ville natale, a été baptisée en son honneur.
- La cinquième des frégates de défense et d'intervention prend le nom d’Amiral Cabanier[4],[5].

## Publications
- Croisières périlleuses, Paris, Éditions Presses de la Cité, 1969.